# La Cruz de Río Grande
La Cruz de Río Grande est une municipalité nicaraguayenne de la région autonome de la Côte caraïbe sud.